# Campeonato Carioca de Futebol de 1984 - Segunda Divisão
O Campeonato Carioca da Segunda Divisão de 1984 foi uma edição da segunda divisão do campeonato estadual de futebol profissional do Rio de Janeiro. A competição foi organizada pela Federação de Futebol do Estado do Rio de Janeiro (FERJ).
Ao final do certame foram promovidos para a Primeira Divisão: Bonsucesso e Portuguesa, para os lugares de Campo Grande e Friburguense.

## Participantes
O Campeonato Estadual da Segunda Divisão foi disputado pelas seguintes agremiações:
- Bonsucesso Futebol Clube, do Rio de Janeiro
- Associação Atlética Cabofriense, de Cabo Frio
- Madureira Esporte Clube, do Rio de Janeiro
- Nacional Foot-Ball Clube, de Duque de Caxias
- Associação Atlética Portuguesa, do Rio de Janeiro
- Rubro Atlético Clube, de Araruama
- São Cristóvão de Futebol e Regatas, do Rio de Janeiro
- Esporte Clube Siderantim, de Barra Mansa